# Liste des intercommunalités de l'Hérault

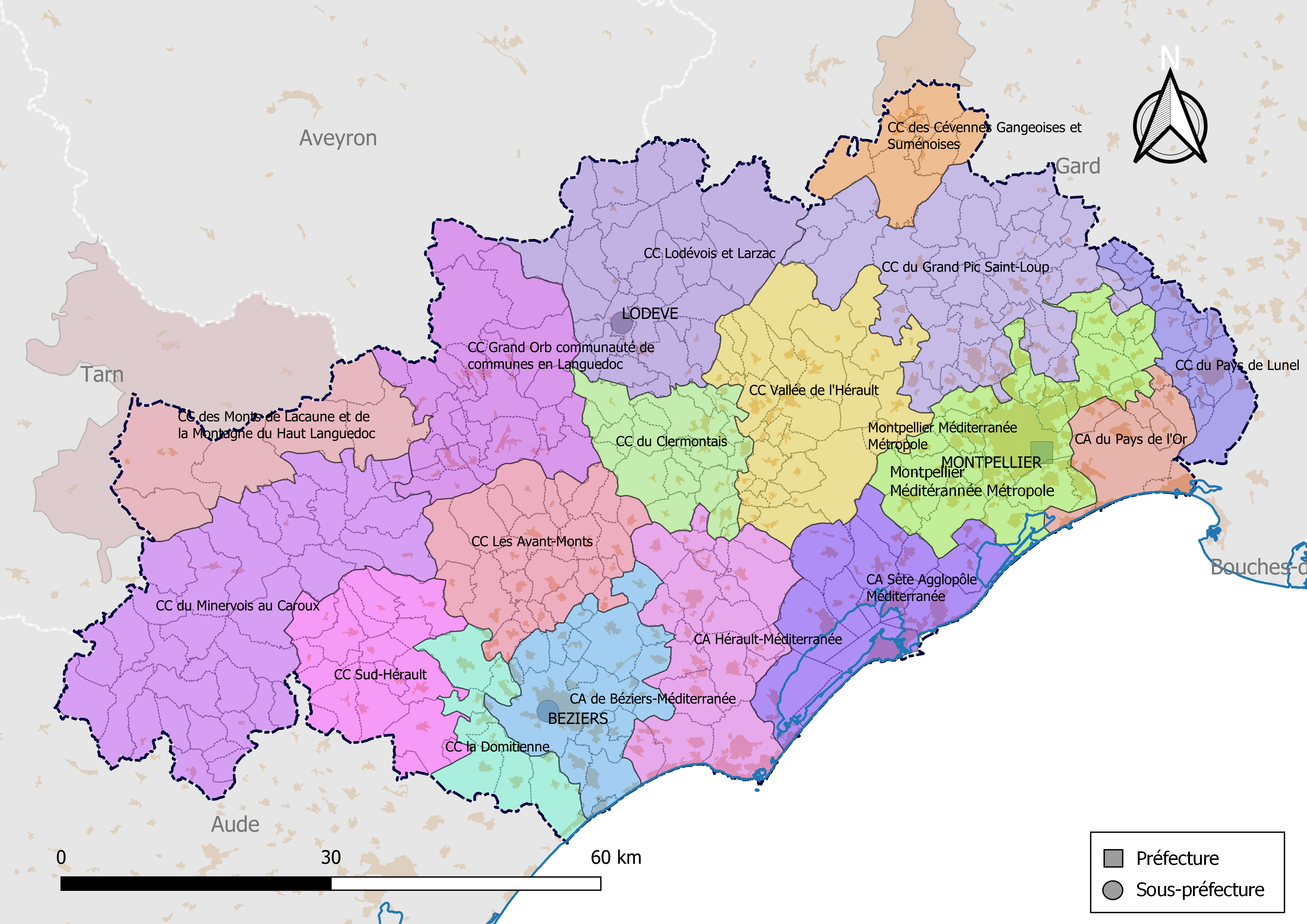
Carte des EPCI de l'Hérault au 1er janvier 2019.

Au 1er janvier 2021, le département de l'Hérault compte 16 établissements publics de coopération intercommunale à fiscalité propre dont le siège est dans le département (1 métropole, 5 communautés d'agglomération et 10 communautés de communes), dont un qui est interdépartemental.  Par ailleurs 6 communes sont groupées dans une intercommunalité dont le siège est situé hors département.

## Intercommunalités à fiscalité propre
| Forme juridique                                           | Nom                                                         | no SIREN  | Date de création | Nombre de communes     | Population (der. pop. légale) | Superficie (km2) | Densité (hab./km2) | Siège                     | Président          |
| --------------------------------------------------------- | ----------------------------------------------------------- | --------- | ---------------- | ---------------------- | ----------------------------- | ---------------- | ------------------ | ------------------------- | ------------------ |
| Métropole                                                 | Montpellier Méditerranée Métropole                          | 243400017 | 1er août 2001    | 31                     | 507 526 (2021)                | 421,80           | 1 203              | Montpellier               | Michaël Delafosse  |
| Communauté d'agglomération                                | CA Sète Agglopôle Méditerranée                              | 200066355 | 1er janvier 2017 | 14                     | 128 868 (2021)                | 310,30           | 415                | Frontignan                | Loïc Linarès       |
| Communauté d'agglomération                                | CA Béziers Méditerranée                                     | 243400769 | 31 décembre 2001 | 17                     | 129 880 (2021)                | 303,0            | 429                | Béziers                   | Robert Ménard      |
| Communauté d'agglomération                                | CA Hérault Méditerranée                                     | 243400819 | 31 décembre 2002 | 20                     | 80 710 (2021)                 | 386,60           | 209                | Saint-Thibéry             | Sébastien Frey     |
| Communauté d'agglomération                                | CA du Pays de l'Or                                          | 243400470 | 20 juillet 1993  | 8                      | 45 401 (2021)                 | 114,80           | 396                | Mauguio                   | Stéphan Rossignol  |
| Communauté d'agglomération                                | Lunel Agglo                                                 | 243400520 | 24 décembre 1993 | 14                     | 51 364 (2021)                 | 157,90           | 325                | Lunel                     | ?                  |
| Communauté de communes                                    | CC du Grand Pic Saint Loup                                  | 200022986 | 1er janvier 2010 | 36                     | 50 876 (2021)                 | 575,20           | 88                 | Saint-Mathieu-de-Tréviers | Alain Barbe        |
| Communauté de communes                                    | CC Vallée de l'Hérault                                      | 243400694 | 23 décembre 2004 | 28                     | 41 320 (2021)                 | 481,0            | 86                 | Gignac                    | Jean-François Soto |
| Communauté de communes                                    | CC du Clermontais                                           | 243400355 | 31 décembre 2000 | 21                     | 28 708 (2021)                 | 236,20           | 122                | Clermont-l'Hérault        | Claude Revel       |
| Communauté de communes                                    | CC la Domitienne                                            | 243400488 | 24 juin 1993     | 8                      | 28 976 (2021)                 | 171,90           | 169                | Maureilhan                | Alain Caralp       |
| Communauté de communes                                    | CC Les Avant-Monts                                          | 200071058 | 1er janvier 2017 | 25                     | 27 723 (2021)                 | 353,40           | 79                 | Magalas                   | Francis Boutes     |
| Communauté de communes                                    | Grand Orb, CC en Languedoc                                  | 200042646 | 1er janvier 2014 | 24                     | 19 925 (2021)                 | 460,10           | 43                 | Bédarieux                 | Pierre Mathieu     |
| Communauté de communes                                    | CC Sud-Hérault                                              | 200042653 | 1er janvier 2014 | 17                     | 18 124 (2021)                 | 313,90           | 58                 | Puisserguier              | Jean-Noël Badenas  |
| Communauté de communes                                    | CC Minervois au Caroux                                      | 200066348 | 1er janvier 2017 | 36                     | 14 414 (2021)                 | 785,0            | 18                 | Saint-Pons-de-Thomières   | Josian Cabrol      |
| Communauté de communes                                    | CC Lodévois et Larzac                                       | 200017341 | 17 novembre 2008 | 28                     | 14 783 (2021)                 | 552,50           | 27                 | Lodève                    | Jean Trinquier     |
| Communauté de communes                                    | CC des Cévennes gangeoises et suménoises                    | 243400736 | 31 décembre 1999 | 13 (dont 4 dans le 30) | 12 941 (2021)                 | 241,10           | 54                 | Ganges                    | Michel Fratissier  |
| Intercommunalité dont le siège est situé hors département |                                                             |           |                  |                        |                               |                  |                    |                           |                    |
| Communauté de communes                                    | CC des Monts de Lacaune et de la Montagne du Haut Languedoc | 200066553 | 1er janvier 2017 | 20 (dont 6 dans le 34) | 7 978 (2021)                  | 789,10           | 10                 | Lacaune (81)              | Robert Bousquet    |

## Historique

### 2003
- Création de la Communauté d'agglomération Hérault Méditerranée le 1er janvier 2003 à partir de la fusion de :
  - la Communauté de communes des Pays d'Agde
  - la Communauté de communes du Pays de Pézenas

### 2010
- Création de la Communauté de communes du Grand Pic Saint Loup le 1er janvier 2010 à partir de la fusion de :
  - la Communauté de communes de l'Orthus
  - la Communauté de communes Séranne-Pic Saint-Loup
  - la Communauté de communes du Pic Saint-Loup

### 2013
- Création de la Communauté de communes des Avant-Monts du Centre Hérault le 1er janvier 2013 à partir de la fusion de :
  - la Communauté de communes Coteaux et Châteaux
  - la Communauté de communes Framps 909
  - la Communauté de communes Faugères
- Ajout de la commune de Saint-Félix-de-Lodez (précédemment sans intercommunalité) à la Communauté de communes du Clermontais le 1er janvier 2013.
- Dissolution de la Communauté de communes Ceps et Sylves le 1er janvier 2013, les communes ayant rejoint la Communauté de communes du Grand Pic Saint Loup ou la Communauté de communes du Pays de Lunel.

### 2014
- Création de la Communauté de communes Canal-Lirou Saint-Chinianais à la suite de la fusion de la Communauté de communes du Saint-Chinianais et de la Communauté de communes Canal Lirou.
- Création de la Communauté de communes Grand Orb par la fusion de la Communauté de communes des Monts d'Orb, de la Communauté de communes d'Avène, Orb et Gravezon, de la Communauté de communes Pays de Lamalou-les-Bains, de la Communauté de communes Combes et Taussac et de l'intégration des communes isolés de Bédarieux, de Carlencas-et-Levas, de Pézènes-les-Mines et du Poujol-sur-Orb.

### 2017
- Création de la Communauté de communes des monts de Lacaune et du Haut-Languedoc le 1er janvier 2017 à partir de la fusion de la communauté de communes de la Montagne du Haut Languedoc et communauté de communes des Monts de Lacaune (située dans le département du Tarn) créant ainsi une communauté de communes interdépartementale .
- Fusion de Thau agglo et de la communauté de communes du Nord du Bassin de Thau au sein de Sète Agglopôle Méditerranée
- Fusion de la communauté de communes des Avant-Monts du Centre-Hérault et de la communauté de communes Orb et Taurou, ajoutée aux communes d'Abeilhan et Puissalicon, pour donner naissance à la communauté de communes Les Avant-Monts.
- Dissolution de la communauté de communes du Pays de Thongue , les communes rejoignent la communauté de communes Les Avant-Monts (Abeilhan et Puissalicon) , Béziers Méditerranée (Alignan-du-Vent, Coulobres, Montblanc et Valros) ou la communauté d'agglomération Hérault Méditerranée (Tourbes).
- Les trois communautés Orb et Jaur, le Minervois et Pays Saint-Ponais ont fusionné dans la communauté de communes Minervois Saint-Ponais Orb-Jaur.

### 2024
- Transformation de la Communauté de communes du Pays de Lunel en Communauté d'agglomération le 1er janvier 2024[18]